# Лорейн (Северная Дакота)
Лорейн (англ. Loraine) — город в штате Северная Дакота, США. По состоянию на 2013 год, численность населения составляла 9 человек.

## История
Город был основан в 1907 году, и назван банкиром из города Мохолл Шервудом Слипером, в честь форта Ла Рейн, построенного во время освоения земель коренных народав Америки.

## Географическое положение
Гленберн расположен в12 км севернее столицы округа города Мохолл. Климат Влажный континентальный, с теплым летом и холодной зимой.

## Население
Расовый состав согласно оценкам Бюро переписи населения США на 2010 год: белые — 100,0 %.
Гендерный состав 66,7 % мужчин и 33,3 % женщин. Средний возраст населения составляет 49,3 года.

## Полиция
За порядок и безопасность жителей города отвечает Офис шерифа округа Ренвилл, в составе 6 приведённых к присяге сотрудников.